# Quelques jours avec moi
Quelques jours avec moi is een Franse dramafilm uit 1988, onder regie van Claude Sautet. De film is gebaseerd op de gelijknamige roman van Jean-François Josselin.

## Verhaal
Martial is ontslagen uit een psychiatrische instelling waar hij een paar jaar heeft doorgebracht vanwege een ernstige zenuwinzinking. Tijdens zijn ziekenhuisopname praat hij met niemand meer, inclusief zijn vrouw Lucie, die hij had aangemoedigd om een nieuwe partner te vinden. Zijn moeder, een drukke zakenvrouw die eigenaar is van een supermarktketen, is ervan overtuigd dat haar zoon, zichzelf weer zal worden als hij enkele verantwoordelijkheden krijgt.
Al snel wordt Martial op zakenreis naar Limoges gestuurd om een van de winkels te controleren in de hoop de slecht draaiende zaak nieuw leven in te blazen. Vanwege zijn gebrek aan sociale vaardigheden valt de baan hem zwaar. Hij controleert hij de boekhouding van de manager, de heer Fonfrin, en hij realiseert zich al snel dat de reden voor de slechte financiële situatie van de vestiging is dat Fonfrin geld heeft verduisterd. Fonfrin nodigt Martial uit om met hem en zijn vrouw op een avond te komen eten. Hij wordt verliefd op hun hulp in de huishouding Francine.
Hij huurt voor drie maanden een statig appartement en nodigt Francine uit. Nadat ze de nacht samen hebben doorgebracht, zegt Francine op verzoek van Martial haar baan bij de Fonfrins op. In plaats daarvan woont ze bij Martial, die prachtige kleren voor haar koopt en een feestje geeft voor haar vrienden. Hij bezorgt haar vriendje Fernand, met wie Martial en Francine een driehoeksrelatie aangaan, een baantje in het warenhuis van Fonfrin. 
Martial hoort via de telefoon hoort dat zijn moeder onwel is. De volgende dag reist hij terug naar Parijs, waar hij beseft dat het allemaal een truc was van zijn moeder, de adviseurs en doktoren om hem uit Limoges te krijgen. Martial herschikt zijn leven: hij scheidt van zijn vrouw Lucie en doorzoekt alle kasboeken van het bedrijf. Het blijkt dat manager Bassompierre, de minnaar van Martials moeder, al jaren zijn zakken vult. Martial ontslaat hem en benoemt Paul, de vriend van zijn vrouw, tot zijn opvolger. Zelf maakt hij bekend dat hij zijn aandelen in het bedrijf zal afstaan. Hij keert terug naar Limoges en vestigt zich daar met de hulp van Fonfrin. Francine heeft Fernand inmiddels verlaten en woont samen met barman Rocky. Zowel Martial als Fernand zijn diep bedroefd door deze beslissing.
Op een dag ontmoeten alle vrienden elkaar in Rocky's bar, waar Francine als serveerster werkt. Als Rocky wijn gaat halen, wordt hij neergestoken door Fernand. Martial arriveert korte tijd later en overtuigt Fernand om te ontsnappen en hem het mes te geven. Martial wordt niet toerekeningsvatbaar verklaard en opnieuw opgenomen in een kliniek.

## Rolverdeling
| Acteur               | Personage                               |
| -------------------- | --------------------------------------- |
| Daniel Auteuil       | Martial Pasquier                        |
| Sandrine Bonnaire    | Francine                                |
| Danielle Darrieux    | Susanne Pasquier, de moeder van Martial |
| Jean-Pierre Marielle | Raoul Fonfrin                           |
| Dominique Lavanant   | Irène Fonfrin                           |
| Vincent Lindon       | Fernand, het vriendje van Francine      |
| Thérèse Liotard      | Régine, de zus van Irène                |
| Gérard Ismaël        | Rocky                                   |

## Thema's
De film behandelt thema's als sociale isolatie, klassenverschillen en de zoektocht naar authentieke relaties. Het persoonlijke drama van Martial wordt gecombineerd met een scherp commentaar op de hypocrisie van de bourgeoisie in Frankrijk. Het onderzoekt ook de manier waarop rijkdom en status de relaties tussen mensen bemoeilijken.

## Ontvangst
Quelques jours avec moi wordt gezien als een belangrijk werk in zowel de carrière van regisseur Claude Sautet als van acteur Daniel Auteuil, die hiermee zijn overgang naar meer dramatische rollen bevestigde.

## Nominaties
De film werd in 1988 genomineerd voor de Gouden Hugo op het Internationaal filmfestival van Chicago.
De film ontving in 1989 drie César-nominaties: Daniel Auteuil werd genomineerd voor de prijs in de categorie beste acteur, Jean-Pierre Marielle werd genomineerd voor de prijs in de categorie beste mannelijke bijrol en Dominique Lavanant werd genomineerd voor beste vrouwelijke bijrol.